# Церковь Марии Магдалины (Минск)
Церковь Святой Равноапостольной Марии Магдалины — православный храм в Минске, сооружённый в середине XIX века.

## История
Церковь была построена в русско-византийском стиле в 1847 году на Сторожевском кладбище на месте небольшого деревянного храма, возведённого в 1804 году. Инициатором постройки выступил один из выдающихся деятелей воссоединения униатов с православной церковью в 1839 году преосвященный Михаил Голубович, строил храм протоиерей Петр Григорьевич Елиновский (1803—1870).
Возведенная на пожертвования церковь сначала «приросла» богадельней для людей престарелых и инвалидов, а спустя несколько лет — церковной школой. В 1879 году храм стал приходским.
После Октябрьской революции у храма были отобраны церковная утварь и украшения, церковь не раз закрывали, превращая то в склад, то в столярную мастерскую. С колокольни были сорваны маковка с крестом.
После закрытия в Минске последнего католического костёла в 1937 году, в этой церкви с согласия епископа Филарета молились местные католики.
Во время Великой Отечественной войны храм действовал. Однако после войны, в 1949 году, церковь снова закрыли. Её реконструировали внутри и снаружи, вход сделали с алтарной стороны. С 1949 по 1990 год в церкви размещался Государственный архив кинофотофонодокументов БССР.
В 1990 году храм был снова отдан православным верующим. 25 ноября 1990 года в Минске состоялся первый за многие десятилетия крестный ход — из Свято-Духова кафедрального собора во вновь освященную церковь перенесли в особом ковчежце частицу мощей равноапостольной Марии Магдалины. Спустя два года по соседству возвели небольшую Свято-Предтеченскую церковь.
Вместе с расположенной рядом Сторожевской брамой, возведенной в конце XIX века, и Свято-Предтеченской церковью, церковь Марии Магдалины представляет выразительный ансамбль. Храм является важным компонентом в силуэте застройки центра Минска.

## Прочие сведения
- Храм построен в 1847 году, в то время, когда начали вводиться типовые проекты, разработанные для культовой архитектуры Северо-Западного края. Однако минская церковь имеет приметы переходного периода. С одной стороны, тут уже наблюдается стремление к четырёхчастной композиции объёма, характерной для русского стиля, а с другой — декоративная пластика и форма главного барабана свидетельствуют об использовании классицизма.
- В храме находится мироточивший образ святителя Николая. Его чудодейственные свойства проявились в 2002 году, когда в Минск пришёл крестный ход с иконой святых царственных мучеников.
- В числе особо почитаемых святынь Магдалининской церкви — крест с частицами мощей Божьих угодников.
- Напрестольный крест преподнёс в дар приходу патриарх Алексий II во время одного из пастырских визитов в Белоруссию.

## Богослужения
Богослужения проводятся ежедневно, утром и вечером. Действует воскресная школа, церковный киоск. Вокруг храма расположен сад, где находятся могилы некоторых священнослужителей.